# Ecitophora luteipalpis
Ecitophora luteipalpis är en tvåvingeart som beskrevs av Schmitz 1923. Ecitophora luteipalpis ingår i släktet Ecitophora och familjen puckelflugor. Inga underarter finns listade i Catalogue of Life.